# A Hard Day's Night/Things We Said Today
"A Hard Day's Night/Things We Said Today" er den syvende officielle singleudgivelse fra det engelske rockband The Beatles, og den udkom på Parlophone den 10. juli 1964. Sangene var inkluderet på gruppens album A Hard Day's Night og "A Hard Day's Night" var titelnummer til den første Beatles-spillefilm, der var instrueret af Richard Lester. Singlen toppede med det samme hitlisterne i Storbritannien og USA. I USA var det i øvrigt "I Should Have Known Better", der var B-side. De amerikanske og britiske singler af "A Hard Day's Night", såvel som både de amerikanske og britiske albums med samme titel, holdt topplaceringen på deres respektive hitlister samtidigt i et par uger i august 1964. Det var første gang nogen kunstner havde opnået denne bedrift.

## Komposition
A Hard Day's Night blev primært skrevet af John Lennon den 13. april 1964. Den samme dag var det blevet besluttet, at titlen på den første Beatles-film, der næsten var færdigindspillet, skulle være A Hard Day's Night. Ringo var kendt for at sige fejlagtige sætninger, der lød sjovt, og det var en af disse sætninger, der blev valgt som titel. Under hvilke omstændighederne titlen blev valgt, er der en del ueninghed om, men at det var Ringos sætning, er alle enige om. Efter lidt finpudsning af sangen og godkendelse af filmproducer Walter Shenson var titelsangen klar til indspilningen, der fandt sted den 16. april 1964.
Paul McCartney skrev Things We Said Today i maj 1964, mens han holdt ferie på Jomfruøerne sammen med sin kæreste Jane Asher, Ringo Starr og hans kæreste Maureen Cox. Ved at leje en privat yacht med en besætning, Happy Days, brugte parrene deres tid på at fiske, svømme og lytte til Calypso-musik. Paul McCartney havde købt en billig akustisk guitar for at "holde sig i gang" med at spille og skrive musik og spillede den under dæk i sin kahyt en eftermiddag for at få tankerne væk fra hans begyndende søsyge. Sangen handler meget om den situation Paul og Jane befandt sig i i deres kærlighedsliv med hyppig adskillelse, men teksten er skrevet, så det virker mere generelt og ikke specielt.
Begge sange er som vanlig praksis krediteret som Lennon-McCartney.

## Indspilning
"A Hard Day's Night" blev indspillet den 16. april 1964 i studie 2, EMI Studios, London og blev produceret af George Martin. Ifølge George Martin vidste de, at nummeret ville åbne både filmen og soundtrack-LP'en, så de ønskede en særlig stærk og effektiv begyndelse. Den hårde specielle guitarakkord, der åbner nummeret og nærmest er ikonisk for nummeret var den perfekte løsning. Indspilningssessionen varede fra kl. 7.00 til kl. 10.00 og sangen var færdigindspillet efter 9 optagelser.
Den 2. juni 1964 blev "Things We Said Today" indspillet i studie 2, EMI Studios, London sammen med  flere sange til albummet "A Hard Day's Night". Sangen var allerede færdigindspillet efter 3 optagelser.
Begge numre blev færdigmixet til mono den 9 juni 1964 og til stereo den 22. juni 1964.

## Udgivelse
"A Hard Day's Night/Things We Said Today" blev udgivet som single den 10. juli 1964 samtidig med albummet "A Hard Day's Night" i Storbritannien. Tre dage senere - den 13 juni - blev "A Hard Day's Night" med "I Should Have Known Better" som B-side udgivet i USA. Nummeret "A Hard Day's Night" har dog kunnet høres i USA allerede på den amerikaske udgave af albummet "A Hard Day's Night", der udkom den 26. juni 1964.
Singlen begyndte at komme på hitlisten den 18. juli 1964, og en uge senere slog den Rolling Stones' "It's All Over Now" væk fra førstepladsen på de britiske hitlister, tilfældigvis den dag, hvor både de amerikanske og britiske album også nåede toppen af hitlisterne. Singlen holdt sig på toppen i tre uger og varede yderligere ni uger på hitlisterne bagefter.
Begge numre er som før nævnt tillige inkluderet på albummet A Hard Day's Night.

## Musikere
- John Lennon – tosporet sang (A-side), elektrisk og akustisk rytmeguitar
- Paul McCartney – tosporet sang (A-side C-stykke, forsang B-side), baggrundssang (A-side), bas
- George Harrison – singleguitar, tolvstrenget guitar
- Ringo Starr – trommer, koklokke, tambourin
- George Martin – piano (A-side)
- Norman Smith - bongotrommer (A-side)